# LvivMozArt音樂節

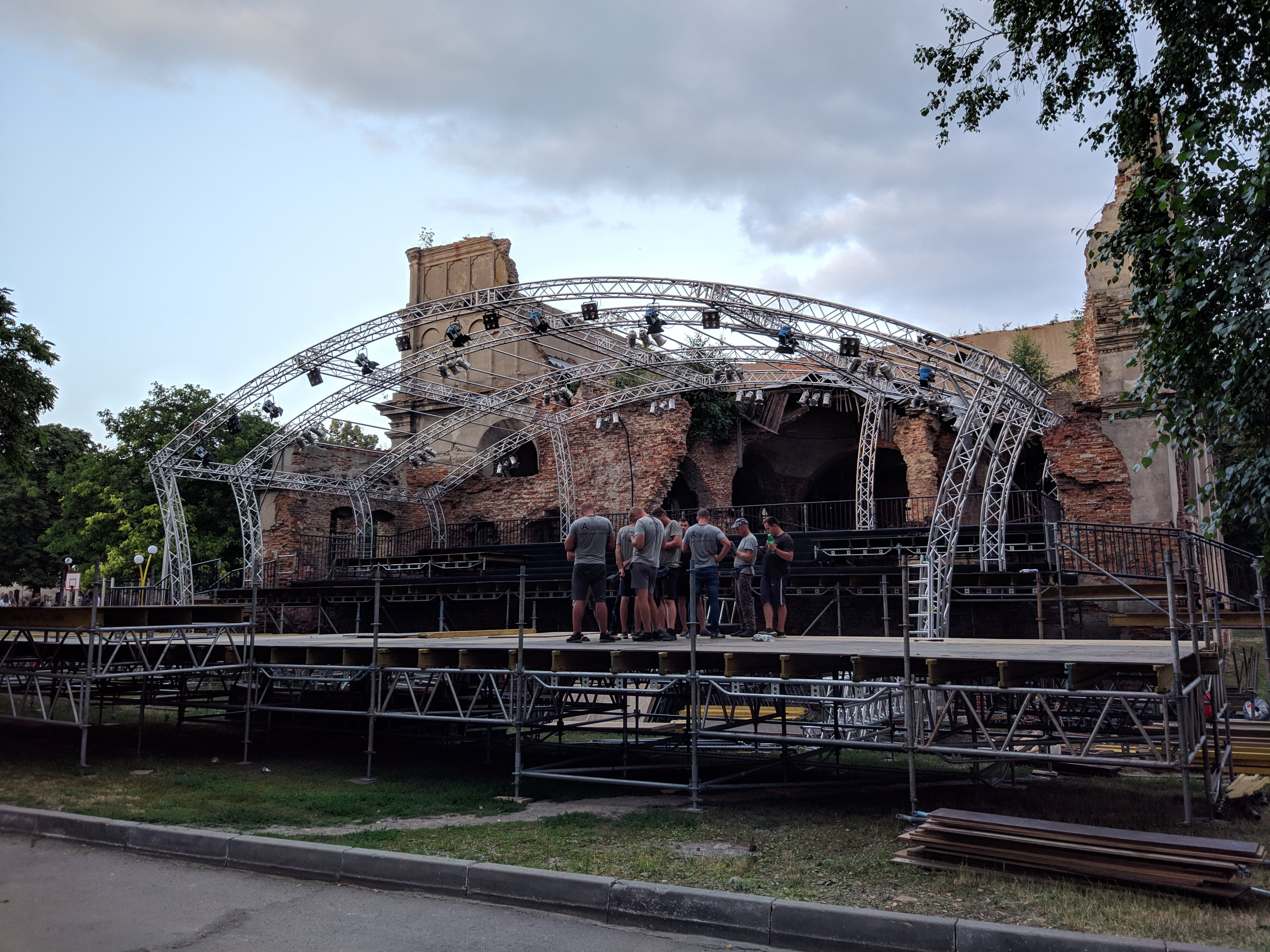
2019年布羅德LvivMozArt音樂節的戶外演出場地

LvivMozArt是每年8月在烏克蘭利沃夫、布羅德與周圍地區舉辦的國際古典音樂節，於2017年於烏克蘭指揮家奥克萨娜·利尼夫等人創辦，得名自1808年至1838年居住在利沃夫的音樂家弗朗兹·克萨韦尔·沃尔夫冈·莫扎特（沃尔夫冈·阿马德乌斯·莫扎特之子）。LvivMozArt吸引來自歐洲各國、美國與南非的音樂家到場表演，演出樂曲包括現代學院派音樂與古典音樂。
2019年的LvivMozArt音樂節共有約9500名觀眾到場參加；2020年的音樂節因COVID-19疫情而取消；2021年8月為紀念弗朗兹·莫扎特的230歲誕辰，利維夫瑪拉紐克廣場上設立了他的銅像，由德國雕塑家塞巴斯蒂安·斯維科特打造，是第五屆LvivMozArt音樂節活動的一部份，但隨後有市民聯名請願將銅像拆除。